# سانتا گادئا دل سید
سانتا گادئا دل سید (به اسپانیایی: Santa Gadea del Cid) یک شهرستان در اسپانیا است که در کاستیا و لئون واقع شده است.

## خصوصیات
سانتا گادئا دل سید ۲۸٫۹۸ کیلومترمربع مساحت و ۱۶۹ نفر جمعیت دارد و ۵۰۶ متر بالاتر از سطح دریا واقع شده است.